# Depot von Prohlis
Das Depot von Prohlis ist ein archäologischer Depotfund aus der Frühbronzezeit, der im Dresdner Stadtteil Prohlis entdeckt wurde. 
Der Hortfund wurde 1953 in der Lehmgrube der Ziegelei Müller in einem Gefäß einer Siedlungsgrube der Aunjetitzer Kultur entdeckt. Er besteht aus 14 Bronzen: zwei Randleistenbeile, drei längsgerippte Armbänder, fünf rundstabige Ösenhalsringe und vier etwas kleinere Thüringer Ringe mit Pfötchenenden. Die Datierung auf die jüngere Phase der ältesten Bronzezeit (1800–1600 v. Chr.) weist den Fund der Aunjetitzer Kultur zu.
Weitere Funde im Winter 1952/53 in der Aunjetitzer Siedlungsgrube waren: Ein großer langer Mahlstein (50 kg), zwei Reibkugeln, ein Schiefergestein mit beidseitigen Sägeschnitten, Lehmbrand mit Holzabdrücken (Hüttenbewurf) und viele Scherben. Die Beigabe des Mahlsteins und der Reibkugeln ist in Aunjetitzer Depots sonst nicht geläufig.